# Limbi amerindiene

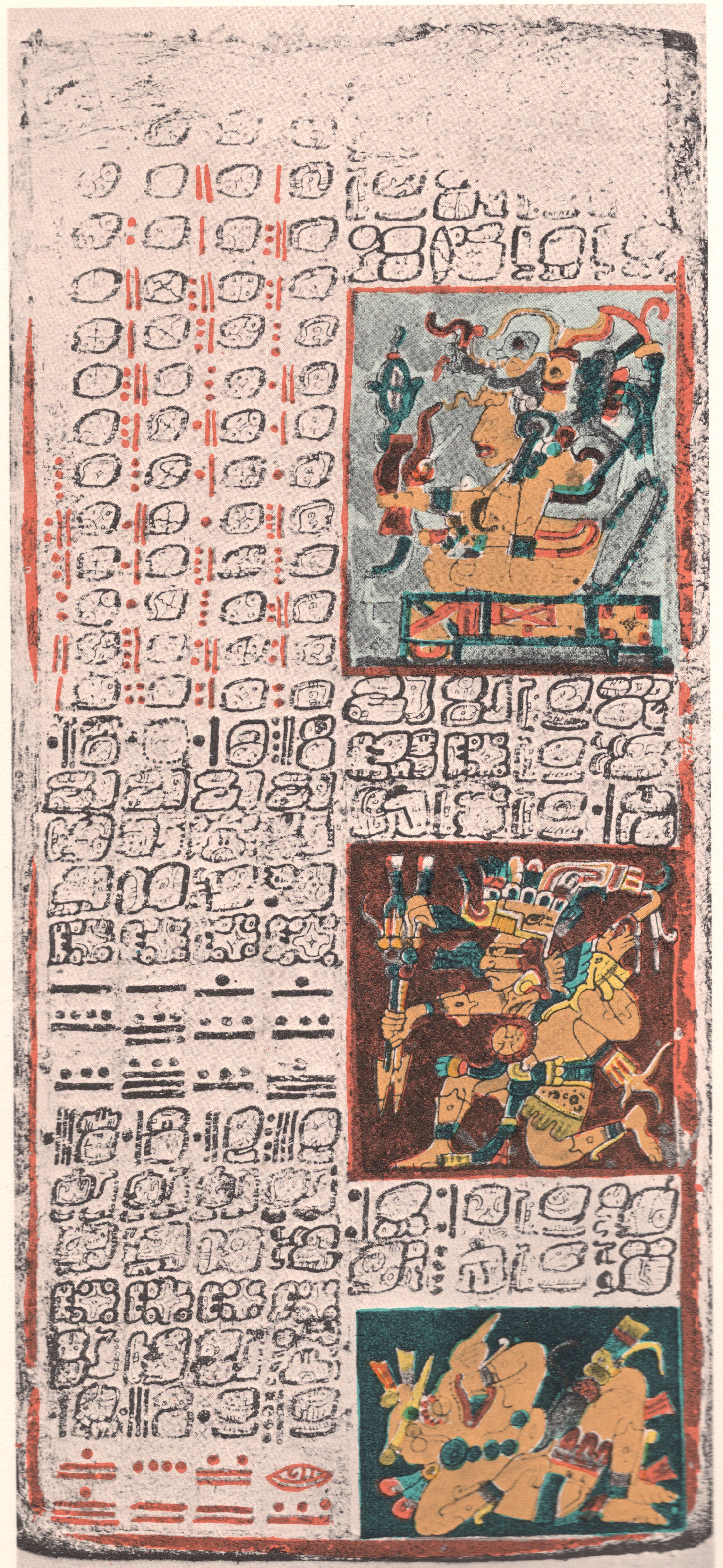
Scriere yukatecă în Codexul Dresden, secolele XI–XII d.Hr., Chichén Itzá

Limbile amerindiene (mai rar, limbile pre-columbiene) definesc totalitatea limbilor vorbite de către autohtonii din cele două Americi înainte de venirea și colonizarea europenilor (începând cu secolul al XVI-lea) și de urmașii lor actuali. 

## Istorie
Limbile ameridiene sunt caracterizate de ramuri și idiomuri în cazul cărora nu este întotdeauna bine documentată și argumentată apartenența la una și acceași familie genealogică a unora dintre grupuri, diferențele structurale dintre acestea fiind foarte pronunțate.
Impunerea culturii europene și formarea structurilor politice moderne au fost principalii factori ce au condus la marginalizarea celor mai multe dintre limbile amerindiene și la dispariția treptată a acestora. 

## Clasificare
- În mod tradițional, limbile amerindiene sunt împărțite în trei mari grupuri
  - grupul nord-american
  - grupul mexican și centro-american sau mezo-american
  - grupul sud-american-antile

### Grupul nord-american

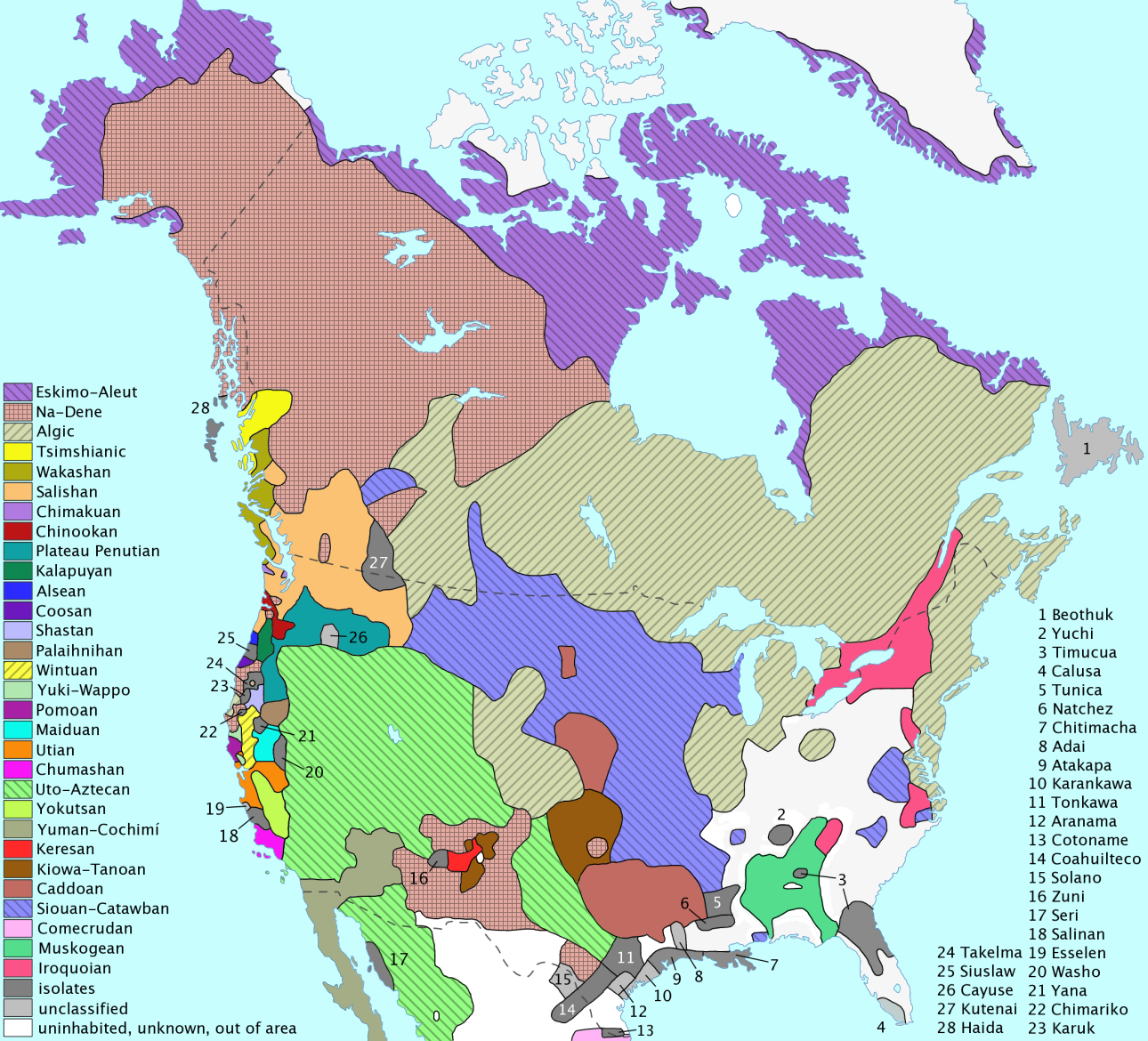
Distribuția pre-colonială a limbilor din grupul nord-american

În cadrul grupului nord-american se disting mai multe ramuri sau sub-familii lingvistice, cele mai reprezentative fiind:

- algonkina (peste 17 varietăți dialectale cu peste 100000 de vorbitori)
- irocheza (16 varietăți dialectale[1], peste 20000 de vorbitori)
- siuana sau sioux (aproximativ 25000 de vorbitori, 10 idiomuri, dintre care, cel mai important - dakota)
- muskogeana (circa 10000 de vorbitori în statele Alabama și Oklahoma)
- athabaskana (aproximativ 120000 de vorbitori în Canada și SUA, 30 de idiomuri distincte, între care mai cunoscute sunt navajo și chipewyan)
- uto-azteca (aproximativ 1 milion de vorbitori în Mexic și SUA, 25 de idiomuri distincte, între care cel mai cunoscut este azteca)
- salișana (23 de idiomuri distincte, vorbite pe coasta de nord-vest a Atlanticului)
- hokana sau hokaltecana (23 idiomuri distincte[2], vorbite mai ales în California și vestul Mexicului)
- penutiana (aproximativ 1,5 milioane de vorbitori, peste 45 de idiomuri distincte, între care unele au migrat către sud, precum mayana - circa 2 milioane de vorbitori în Mexic, Guatemala, Honduras araucana - Chile și Argentina).

Lista sub-familiilor lingvistice din grupul nord-american:
1. Adai †
2. algonkină
3. Alsea †
4. Atakapa †
5. athabaskană
6. Beothuk †
7. Caddo
8. Cayuse †
9. Chimakum
10. Chimariko †
11. Chinook
12. Chitimacha †
13. Chumash †
14. Coahuilteco †
15. Comecrud †
16. Coos †
17. Cotoname †
18. Eskimo–Aleut
19. Haida
20. hokană
21. Huelel †
22. irocheză
23. Kalapuy †
24. Karankawa †
25. Karuk
26. Keres
27. Kutenai
28. Maidu
29. muskogeană
30. Na–Dené
31. Natchez †
32. Palaihnih
33. penutiană
34. Pomo
35. Salin †
36. salișană
37. Shasta †
38. siuană sau sioux
39. Siuslaw †
40. Solano †
41. Takelma †
42. Tano
43. Timucua †
44. Tonkawa †
45. Ts’msyan
46. Tunica †
47. Uti
48. uto-aztecă
49. Wakash
50. Wappo †
51. Washo
52. Wintu
53. Yana †
54. Yokutsan
55. Yuchi
56. Yuki †
57. Yuman
58. Zuni

### Grupul mexican și centro-american
În ceea ce privește grupul mexican și centro-american, mai sunt vorbite doar 10-15 limbi de mai mult de 100000 vorbitori.

Principalele ramuri lingvistice ale acestui grup sunt:
- otomangeana sau olmeca (20 de idiomuri distincte răspândite în sudul Mexicului, peste 1 milion de vorbitori)
- maya sau yukateca (aproximativ 400000 de vorbitori în Mexic, Belize și Guatemala)
- nahuatl (circa 1 milion de vorbitori în Mexic).

### Grupul sud-american-antilez

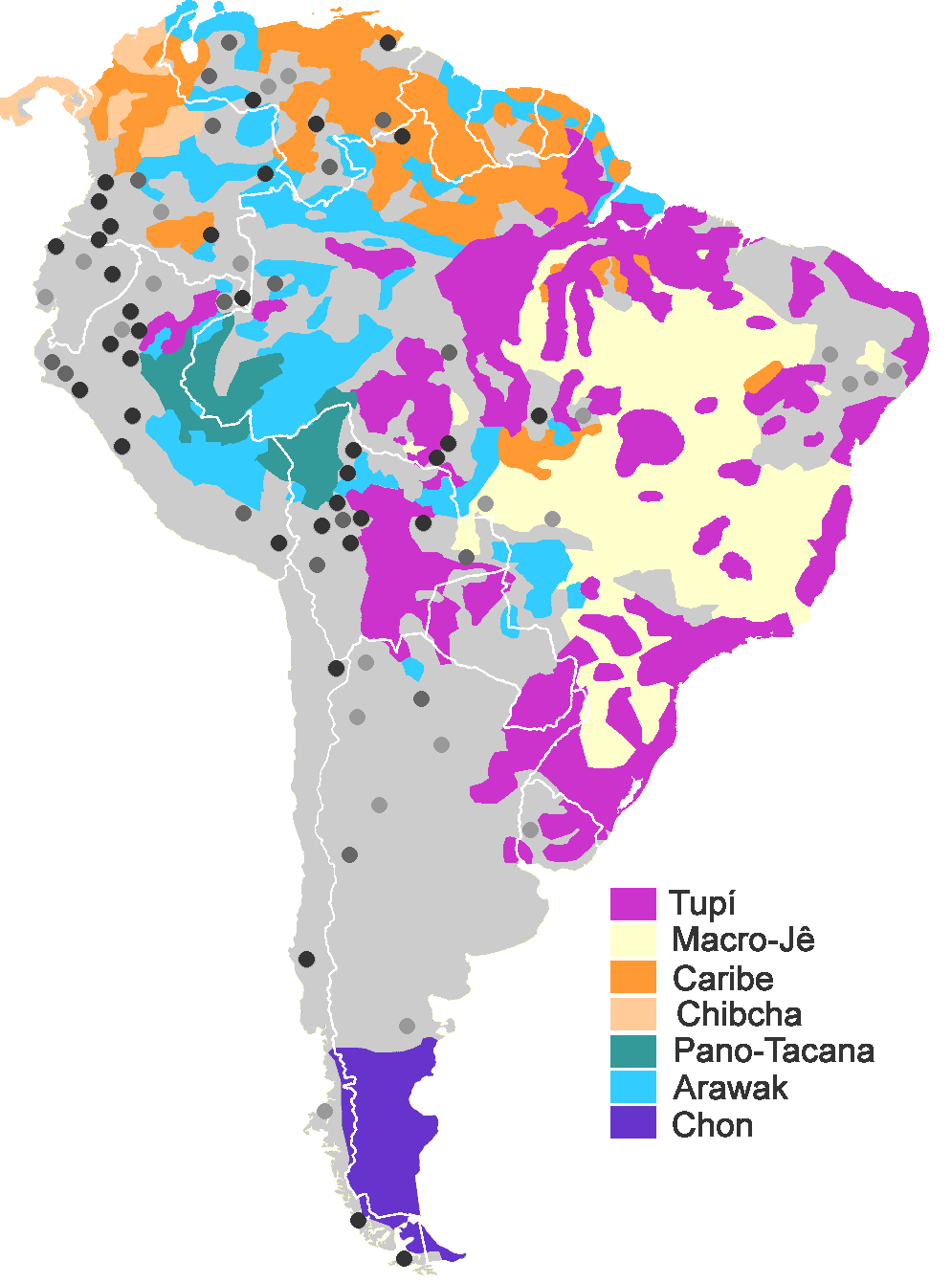
Sub-familiile principale ale grupului sud-american-antilez; marcate cu negru, punctele definesc limbi izolate, iar cele cu gri, limbile neclasificate.

Principalele sub-familii ale acestui grup sunt:
- chibchană (22 de idiomuri distincte răsândite în Columbia și sudul Americii Centrale)
- quechua (7-8 milioane de vorbitori în Peru, Bolivia, Ecuador, Argentina, Chile și Columbia)
- aymara (2,4 milioane de vorbitori în zona Anzilor Centrale: Argentina, Chile, Bolivia și Peru)
- caraibiana (5-6000 de vorbitori în Brazilia, Guyana și Surinam)
- caraibiana insulară (aproximativ 30000 de vorbitori în Belize, Honduras și Guatemala)
- tupiana (cel mai important idiom este guarani, cu peste 4,9 milioane de vorbitori în Argentina, Bolivia, Brazilia și Paraguay)

## Răspândire
Se estimează că, înainte de descoperirea Americii de către europeni, în America de Nord, la nord de Mexic și între cele două mari oceane trăiau între 4-7 milioane de oameni, vorbind aproximativ 300 de limbi diferite, în America Centrală, inclusiv Mexic, circa 20 de milioane de locuitori -vorbitori ai uneia dintre cele 300 de limbi răspândite în acea zonă -, iar în America de Sud, se estimează un număr de circa 15-20 de milioane de locuitori vorbind mai bine de 500 de limbi.